# 梅貝里 (內布拉斯加州)
梅貝里（英語：Mayberry）是位於美國內布拉斯加州波尼縣的非建制地區。

## 歷史
梅貝里的郵局於1884年設立，其後於1934年停運。

## 地理
梅貝里所處的海拔為高於海平面400米（即1312英呎），而該地所採用的時區為UTC-6，即北美中部时区（CST）。同時該地設有夏令時間，為UTC-6調快一小時，即UTC-5（CDT）。